# غريس العلوي
  غريس العلوي (بالإنجليزية: GHERIS EL OULOUI)‏ هي جماعة قروية تابعة لإقليم الرشيدية ضمن جهة درعة تافيلالت بالمغرب.  بلغ مجموع عدد سكان   غريس العلوي حسب إحصاءات 2004 حوالي  11879 نسمة  يعيشون في 1685  أسرة.

## إحصاء عام
| السنة | عدد السكان | عدد الأسر | عدد الأجانب |
| ----- | ---------- | --------- | ----------- |
| 1994  | 10958      | 1438      | °°°°        |
| 2004  | 11879      | 1685      | 0           |